# Nicolas Lebègue

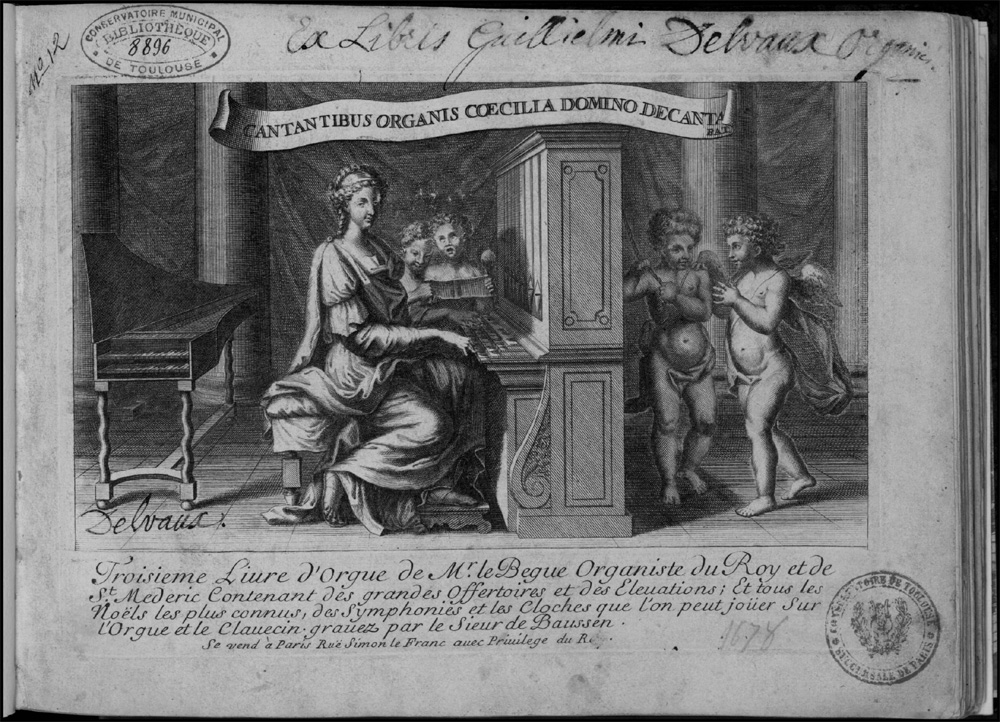
Portada del llibre sobre òrgans publicat per Lebègue el 1685.

Nicolas-Antoine Lebègue, o el Begue (Laon el 1631 - París, 6 de juliol de 1702), va ser un compositor, organista i clavecinista barroc francès. Va néixer a la dècada de 1650 es va establir a París, consolidant-se ràpidament com un dels millors organistes del país. Va viure i va treballar a París fins a la seva mort, però sovint va fer viatges a altres ciutats per consultar sobre temes de construcció i manteniment d'orgues. La reputació de Lebègue avui es basa en la seva música de teclat. Va fer contribucions particularment importants al desenvolupament de l'escola francesa d'orgue, ideant peces amb peces de pedal independents i desenvolupant el gènere Tierce en taille. La seva obra també inclou els primers preludis no mesurats publicats, així com alguns de les primeres nadales conegudes.

## Biografia
Lebègue va néixer a Laon, i no se sap res segur dels seus primers anys o formació. És possible que el seu oncle (també anomenat Nicolas Lebègue), un maître joueur d'instrument, tingués algun paper en l'educació musical de Lebègue. Igualment es coneix poc sobre les circumstàncies del trasllat de Lebègue a París: la primera referència a Lebègue es troba en un document de 1661, en el qual ja es descriu el compositor com "el famós organista parisenc", per la qual cosa ja devia viure i treballar a París, en la ciutat el temps suficient per assegurar-se una sòlida reputació. Tot i que això ha de significar que va ocupar almenys un càrrec d'organista a París, on va treballar és desconegut. L'únic càrrec que se sap que va ocupar és a l'església de Saint-Merri, on va treballar des del 18 de desembre de 1664 fins a la seva mort. Lebègue va començar a publicar la seva música el 1676, i el 1678 va ser seleccionat per esdevenir un dels organistes du Roi ("organista del rei"), una posició de prestigi que compartia amb Guillaume-Gabriel Nivers, Jacques-Denis Thomelin i Jean-Baptiste Buterne.
Les còpies supervivents de la música de Lebègue són molt nombroses, i això indica que va ser un músic molt aclamat. Va ser igualment famós com a expert en construcció d'orgues: en aquesta qualitat, Lebègue va viatjar fins a Bourges, Blois, Chartres, Soissons i Troyes. Finalment, Lebègue també va ser un professor influent: entre els seus alumnes hi ha François d'Agincourt, Nicolas de Grigny i probablement moltes figures menors com Gabriel Garnier, Jean-Nicolas Geoffroy i Gilles Jullien. També va ser a través de Lebègue que Pierre Dumage va rebre el seu primer càrrec important, a la col·legiata de Saint-Quentin.

## Obres
La importància històrica de Lebègue rau en la seva música per a teclat, de la qual va publicar cinc col·leccions (totes publicades a París):
- Les peces d'orgue (1676): 8 suites d'orgue en els vuit modes d'església
- Les peces de clavicèmbal (1676): suites de clavicèmbal
- 2n llibre d'orgue (1678): una missa i configuració del Magnificat per a orgue
- Llibre 3r d'orgue (1685): deu ofrenes, quatre simfonies, nou nadales, vuit alçats i una peça de programa, Les cloches
- Segon llibre de clavecí (1687): suites de clavecí.

Algunes peces més per a clavicèmbal i unes 20 obres per a orgue sobreviuen en còpies manuscrites. La música de clavicèmbal de Lebègue continua la tradició establerta per Jacques Champion de Chambonnières i Louis Couperin. En els preludis no mesurats del primer llibre (les primeres composicions publicades d'aquest tipus) utilitza una versió modificada de la notació abstracta de Couperin: les modificacions, com escriu Lebègue al prefaci, tenen com a objectiu "presentar els preludis de la manera més senzilla possible", i les peces en si són molt més curtes i senzilles que les de Couperin. Amb aquesta finalitat, va utilitzar valors de notes barrejats, en oposició a les notes senceres de Couperin. No obstant això, cap compositor va adoptar la notació de Lebègue i la seva segona col·lecció de música per clavicèmbal no va incloure preludis sense mesura. Un altre aspecte important de l'estil de clavicèmbal de Lebègue és la tendència a l'estandardització: moltes de les suites comencen amb una parella allemande-courante, en d'altres segueixen una sarabanda i després una giga. Lebègue també va ser més formal que els seus predecessors en anomenar les seves composicions: cap té els títols descriptius associats habitualment a l'escola francesa del clavicèmbal.
Les pièces d'orgue, la primera col·lecció d'orgues publicada per Lebègue, consta de vuit suites, que cobreixen les vuit modalitats. En general, es creu que és una de les millors col·leccions d'orgues franceses de l'època, i també una de les més importants per al desenvolupament de l'escola francesa d'orgue. Lebègue va ser probablement el primer dels compositors francesos a introduir parts de pedals independents a les seves peces. També va desenvolupar una de les formes més característiques de la música d'orgue francesa, el [Récit de] Tierce en taille, així com el trio à deux dessus, una obra polifònica a tres veus amb dues parts per a la mà dreta i una per a l'esquerra. (que és diferent de l'altra forma francesa de trio d'orgue, el trio à trois claviers, en què l'organista ha d'utilitzar dos manuals i pedal). En comparació amb aquestes obres innovadores, les peces del segon llibre de Lebègue són manses, probablement perquè el compositor es va proposar deliberadament escriure per a aficionats i principiants (tal com s'indica al prefaci de l'editorial). La tercera col·lecció d'orgues presenta molts tipus diferents de peces, algunes incorporant influències italianes (Première élévation), d'altres modelades a partir de les obertures orquestrals de Lully (les quatre simfonies). Les nou noëls (variacions de nadales) són alguns dels primers exemples supervivents del gènere.
Només es conserven algunes peces de Lebègue que no són per a teclat: un himne i una col·lecció de motets publicats el 1687 a París com a Motets pour les principales festes de l'année. Tot i que l'himne és una melodia pseudo-plana senzilla, els motets són obres importants, elaborades per experts, innovadores en el seu ús de l'orgue no com a baix continu a tot arreu, sinó, en determinades seccions, com a veu concertant en la textura. Van ser compostes per a les monges benedictines del convent de Val-de-Grâce. Altres obres, inclosa una Vespres per a dos cors, es van perdre.